# Folimage
 (février 2023).
Folimage est une société de production de films d'animation située à Valence, dans le sud de la France, filiale de Hildegarde dont le gérant est Reginald de Guillebon.
Folimage produit et anime des courts métrages, des longs métrages, des séries télévisées et des téléfilms.

## Histoire
Le studio Folimage est créé par Jacques-Rémy Girerd en 1981,. Le premier siège du studio est installé à Valence, rue Jean-Bertin.

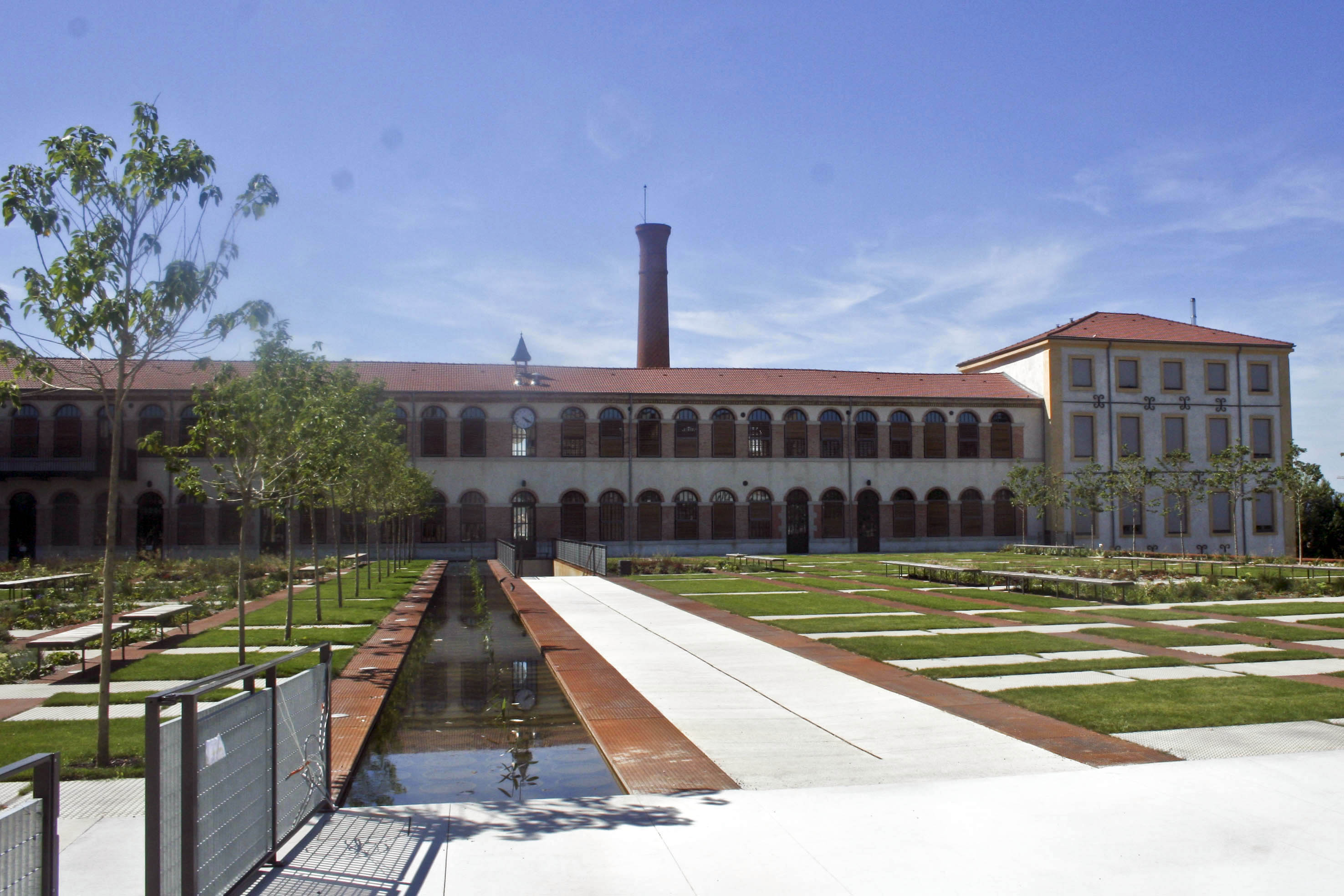
La Cartoucherie de Bourg-lès-Valence en 2009.

En 1997, l'animation du studio était au crayon, la prise de vue, via des ordinateurs Atari ST et Amiga, et la mise en couleur numérique
En mars 2009, Folimage déménage son studio, ainsi que l'école de La Poudrière et l'association L'Equipée (promotion du cinéma d'animation). Ils sont relogés à la Cartoucherie de Bourg-lès-Valence, dans l'agglomération de Valence, qui accueille également plusieurs autres entreprises du secteur de l'image.
En août 2019, le studio emménage au centre-ville de Valence, dans l’ancien Palais consulaire : édifice classique à la façade art déco,.

## Structures partenaires
La Résidence Folimage ouvre ses portes aux réalisatrices et réalisateurs de films d'animation et leur offre l'occasion de réaliser un court-métrage d'animation de six minutes. Le principe de la Résidence est l'accueil durant un an de deux jeunes réalisateurs en leur donnant les moyens humains, techniques et financiers de faire le court métrage.
Folimage a aussi contribué à la création d'une école d'animation, La Poudrière, également située à Bourg-lès-Valence.

## Filmographie

### Séries télévisées d'animation
- 1992 : Les Grands Airs de Tebaldo ; 10 épisodes de 4 minutes, réalisation : Jacques Houdin[12].
- 1999 : Hôpital Hilltop : 5 saisons de 10 épisodes ; réalisation : Pascal Le Nôtre.
- 1996 : Ma petite planète chérie : 2 saisons de 13 épisodes ; réalisation : Jacques-Rémy Girerd.
- 1994 : Mine de rien : série réalisée par Jacques-Rémy Girerd, en collaboration avec Catherine Dolto-Tolitch.
- 1992 : Le Bonheur de la vie : 20 épisodes de 5 minutes ; réalisation : Jacques-Rémy Girerd.
- 1994 : Mon Âne : réalisation Pascal Le Nôtre.
- 2009 : Ariol : 78 épisodes de 4 minutes.
- 2012 : Michel : 26 épisodes de 11 minutes. Réalisation : Dewi Noiry, Pauline Pinson et Ivan Rabbiosi.
- 2013 : Juliette, génération 7.0 : 20 épisodes de 2 minutes. Réalisation : Hélène Friren[13],[14].
- 2013 : C’est bon ! : 26 épisodes. Une série de Jacques-Rémy Girerd.
- 2015 : 36 000 ans plus tard : collection de quinze courts métrages.
- 2015 : Tu mourras moins bête… : série de 30 épisodes, réalisée par Amandine Fredon.
- 2016 : Miru Miru : 52 épisodes. réalisé par Haruna Kishi et Virginie Jallot.
- 2017 : Ariol, saison 2 : 41 épisodes de 12 minutes et 4 films unitaires). Réalisation : Hélène Friren[15], Amandine Fredon et Mathias Varin.
- 2018 : Les Cahiers d'Esther | Histoires de mes 10 ans (50 épisodes de 2 minutes). Réalisation : Riad Sattouf, Mathias Varin.
- 2021 : Ana Filoute : 52 épisodes de 5 minutes, réalisé par Wassim Boutaleb

### Longs métrages d'animation
- 2003 : La Prophétie des grenouilles de Jacques-Rémy Girerd
- 2008 : Mia et le Migou de Jacques-Rémy Girerd
- 2010 : Une vie de chat d'Alain Gagnol et Jean-Loup Felicioli
- 2014 : Tante Hilda ! de Jacques-Rémy Girerd et Benoît Chieux
- 2015 : Phantom Boy d'Alain Gagnol et Jean-Loup Felicioli
- 2025 : Le Secret des mésanges[16] d'Antoine Lanciaux

### Téléfilms d'animation
- 1998 : L'Enfant au grelot de Jacques-Rémy Girerd
- 2000 : Patate et le Jardin potager de Damien Louche-Pelissier et Benoît Chieux
- 2007 : L'Hiver de Léon de Pascal Le Nôtre et Pierre-Luc Granjon
- 2009 : Le Printemps de Mélie de Pierre-Luc Granjon
- 2011 : L'Été de Boniface de Pierre-Luc Granjon et Antoine Lanciaux
- 2012 : L'Automne de Pougne de Pierre-Luc Granjon et Antoine Lanciaux
- 2015 : Neige de Sophie Roze et Antoine Lanciaux
- 2020 : Vanille de Guillaume Lorin
- 2021 : Opération Père Noël de Marc Robinet
- 2022 : Louise et la légende du serpent à plumes de Hefang Wei

### Courts métrages d'animation
- 1994 : Le Moine et le Poisson de Michael Dudok De Wit
- 1995 : Paroles en l'air de Sylvain Vincendeau
- 1999 : Au bout du monde de Konstantin Bronzit
- 1998 : La Bouche cousue de Catherine Buffat et Jean-Luc Greco
- 2005 : La Tête dans les étoiles de Sylvain Vincendeau
- 2005 : Histoire tragique avec fin heureuse de Regina Pessoa
- 2009 : Le Bûcheron des mots d'Izù Troin
- 2008 : Nikita le taneur de Iouri Tcherenkov[4]
- 2010 : Le Cirque de Nicolas Brault
- 2010 : Le Loup à poil de Joke Van Der Steen et Valère Lommel
- 2011 : Bisclavret d'Émilie Mercier
- 2011 : Les Conquérants de Sarolta Szabo et Tibor Banoczki
- 2012 : Ceux d'en haut d'Izù Troin
- 2012 : Kali le petit Vampire (en) de Regina Pessoa
- 2012 : Merci mon chien de Julie Rembauville et Nicolas Bianco-Levrin
- 2012 : Le Banquet de la Concubine de Hefang Wei
- 2014 : Le Vélo de l'éléphant d'Olesya Shchukina
- 2014 : Beach Flags de Sarah Saidan
- 2014 : Le Sens du toucher de Jean-Charles Mbotti Malolo
- 2015 : One, Two, Tree de Yulia Aronova
- 2015 : La Petite Pousse de Chaïtane Conversat
- 2015 : Un plan d'enfer de Jean-Loup Felicioli et Alain Gagnol
- 2016 : Chemin d'eau pour un poisson de Mercedes Marro
- 2016 : Mamie de Janice Nadeau
- 2016 : La Cage de Loïc Bruyère
- 2016 : Le Renard minuscule de Sylwia Szkiladz et Aline Quertain
- 2016 : La Petite Marchande d'allumettes d'Anne Baillod et Jean Faravel
- 2017 : Le Petit Bonhomme de Poche d'Ana Chubinidze
- 2017 : Féroce d'Izù Troin
- 2018 : Mon papi s'est caché d'Anne Huynh
- 2018 : Le Chat qui pleure d'Alain Gagnol et Jean-Loup Felicioli
- 2018 : Drôle de poisson de Krishna Chandran A. Nair
- 2018 : Le Refuge de l'écureuil de Chaïtane Conversat
- 2018 : Le Tigre sans rayures de Raùl 'Robin' Morales Reyes
- 2019 : Le Spectacle de maternelle de Loïc Bruyère
- 2019 : Au pays de l'aurore boréale de Caroline Attia
- 2019 : Un lynx dans la ville de Nina Bisiarina
- 2019 : Genius Loci d'Adrien Mérigeau
- 2020 : Kiko et les animaux de Yawen Zheng
- 2020 : Folie douce, folie dure de Marine Laclotte
- 2021 : Quand je suis triste de Lilit Altunyan
- 2021 : Théo le château d'eau de Jaimeen Desai
- 2021 : La Soupe de Franzy d'Ana Chubinidze
- 2023 : Entre deux sœurs d'Anne-Sophie Gousset et Clément Céard
- 2024 : Lola et le piano à bruits d'Augusto Zanovello